# 遠藤玲子
遠藤 玲子（えんどう れいこ、1982年4月29日 - ）は、フジテレビのアナウンサー。

## 来歴・人物
丸紅勤務の父親の駐在時、ベネズエラ・カラカスで誕生。小学生時代を米国・テキサス州ヒューストンで過ごしたのち、中学生時は日本に帰国。千葉県に在住して普連土学園中学に在籍した。
父親の再度の駐在に伴い、高校時代はベネズエラで過ごし、地元のEscuela Campo Alegre（エスクエラ・カンポ・アレグレ）を2000年6月に卒業後、日本へ再帰国し、 2005年3月に慶應義塾大学経済学部を卒業。2005年4月、フジテレビへ入社。
スポーツキャスターを志望していたこともあり、フジテレビに入社してからは、産前産後休業に入るまで『めざましテレビ』のスポーツコーナー担当や『荻原次晴のスポーツブレイク』（CSフジテレビ739）のアシスタントを務めるなどスポーツ畑での仕事が多かった。『もしもツアーズ』や『アイドリング!!!』などのバラエティー番組に出演する機会も多かった。
スペイン語と英語（英語検定1級・TOEIC900点所持）が得意なトリリンガルである。アレックス・ラミレスなどの外国人プロ野球選手に対して通訳を介さずに取材を行っていた。
2011年8月10日に、フジテレビを通じてFAXで同じ慶應義塾大学卒の会社員と結婚することを発表し、2011年8月23日に自身が出演する『めざましテレビ』にて、前日の8月22日に婚姻届を提出し、結婚したことを生放送で報告した。2012年2月21日に第1子を8月に出産する予定であることが報道される。2012年7月より産前産後休業に入り、8月21日に長男を出産した。
2013年8月19日に『お台場合衆国』アナウンサー体操リレーの司会で1年ぶりに職場復帰し、8月26日よりBSフジのスポットニュースを担当している。なお、産前産後休業入り前のレギュラー番組であった『プロ野球ニュース』（フジテレビONE）には8月27日の放送にて司会者として出演した。
同年10月3日より、6年ぶりに『めざにゅ〜』に復帰、木・金曜日のメインキャスターを務めた。
2014年4月から『プロ野球ニュース』の木曜日司会者として再登板。
2015年に第2子を出産し、その後に夫のドイツ転勤があったために家族揃って5年近くドイツで生活。この間はフジテレビ人事局付に異動し、同社の「養育休職制度」を利用していた。
2022年4月にドイツから帰国すると共にフジテレビ・アナウンス室に復帰して7年ぶりにアナウンサーとしての活動を再開することを明らかにした。

## エピソード
- 読売ジャイアンツファン[5]。
- 2005年7月16日、『お台場冒険王』の『ゴリエの大冒険』でバックダンサーを務める。
- 2006年12月23日公開の映画『大奥』に、フジテレビ代表として出演した（ほかに阿部知代、千野志麻〈OG〉、平井理央らが出演）。
- 『めざにゅ〜』のメインキャスターを務めていた杉崎美香とは仲良しである。
- 小学生のときのあだ名は、「アメリカン・ジャック」。
- 2008年4月より1年間担当した『アイドリング!!!』ではアイドリング!!!メンバーに混じり「顔ジェスチャー」や「ファン様リクエスト!!!」（視聴者のリクエストに沿ったシチュエーションで演技をする）などして新境地を開いた。
- 2008年11月8日、母校の慶應義塾大学日吉キャンパスで行われた「慶應義塾創立150年記念式典」において、同校の卒業生である石坂浩二とともに司会を務めた[13]。
- 2009年秋放送のアニメ『ジャングル大帝』で、人間の女性オペレーター役として声優デビュー。

## 担当番組
太字は出演中。
- BBコンプレックス（2005年5月30日 - 9月7日）
- O・D・A〜ODAIBA ANGEL〜（2005年10月18日 - 2006年3月21日）
- マツケン・今ちゃん・オセロのGO!GO!サタ（2006年4月15日 - 2006年9月23日） - アシスタント
- クイズ!ヘキサゴンII（2006年6月28日 - 9月） - 「クイズ!街角恋人選び」レポーター
- 晴れたらイイねッ!Let'sコミミ隊 - 不定期
- ザ・NIPPON検定（2007年4月1日 - 9月23日） - 不定期
- FNNスーパーニュースWEEKEND（2006年10月7日 - 2008年3月29日） - NEWSコンシェルジュ
- アイドリング!!!（フジテレビ721・739・CSHD → フジテレビONE・NEXT）
（2008年4月 - 2009年3月） - 不定期
（2009年8月24日・9月7日） - MC
- 男おばさん 燃えろ!デジタル部（2008年5月5日、12月2日、2009年1月6日）
- FNNスピーク（2008年8月6日 - 8日） - 島田彩夏が夏休みのため、代役
- とんねるずのみなさんのおかげでした - 矢島美容室の業界挨拶回り引率監視役（2008年10月9日 - 12月25日）など不定期出演
- フジアナスタジオ まる生（フジテレビONE） - MC（不定期）、まる生映画部（月1回）
  - フジアナスタジオまる生2009 第22回東京湾大華火祭（2009年8月8日） - アイドリング!!!・3号・遠藤舞とMC担当
- 美奈子&玲子のシネマ☆パラダイス!（2008年4月7日 - 2010年9月27日、BSフジ）
- なべあちっ（2008年4月 - 2010年3月） - ナレーター
- めざましテレビ
（2007年4月2日 - 9月26日） - 「本日発売!」のコーナー（月〜水曜日担当）
（2007年10月 - 2012年3月） - スポーツコーナー（月〜水曜日担当）
- 荻原次晴のスポーツブレイク（フジテレビONE、2008年4月 - 2012年3月） - アシスタント
- もしもツアーズ - 不定期
- フィギュアスケート中継（2007年12月 - 2011年12月） - リポーター（不定期）
- L!VE MAJOR LEAGUE BASEBALL BS MLBダイジェスト（BSフジ）
- プロ野球ニュース 2012（2009年4月 - 2012年6月、フジテレビONE TWO） - 水曜日担当
- 知りたがり!（2012年4月 - 6月27日） - 月曜日ナレーション
- BSフジNEWS（2012年4月 - 6月27日） - 火曜日午後担当
- めざにゅ〜（2005年10月3日 - 2007年9月26日、2013年10月3日 - 2014年3月28日） - 月〜水曜日担当→（中断）→木・金曜日担当
- BSフジLIVE プライムニュース（2014年10月3日 - 2015年3月13日、BSフジ） - 金曜日担当
- プロ野球ニュース 2014 - 木曜日担当
- BSフジNEWS（BSフジ）
- NEWSお台場発 - 月曜日担当
- FNN Live News days
  - （2022年10月3日 - 12月27日） - 月・火曜日担当
  - （2022年9月12日・13日） - 宮司愛海が夏休みのため、代役
  - （2023年1月23日・30日） - 竹内友佳が冬休みのため、代役
- プライムオンラインTODAY（2022年10月7日 - 12月23日） - 金曜日担当
- イット!（2023年1月4日 - ） - 情報キャスター（水〜金曜日担当）
- プロ野球ニュース 2023（2023年4月 - 、フジテレビONE TWO） - 日曜日担当
- プロ野球 レジェン堂 （2024年4月2日 - 、BSフジ）

## 同期入社
- 平井理央（蜜谷浩弥元夫人）
- 宮瀬茉祐子（現在はフリーアナウンサー）
- 田淵裕章